# Ringertrikot

Ringertrikot mit hohem Schnitt.

Ein Ringertrikot (oder Ringer-Anzug) ist ein einteiliger, eng anliegender Anzug, der normalerweise aus Spandex, Lycra oder Nylon gefertigt wird. Häufig wird ein Ringertrikot von Wrestling-Anfängern verwendet.
Das Trikot ist eng, damit der Gegner sein Gegenüber schwerer fassen kann und das Schleifen über die Matte keine Hautverletzung verursacht. Auch wird ein Rutschen der Hose durch den besseren Halt als Einteiler verhindert.

## Aussehen
In den meisten Highschool- und College-Wrestling-Veranstaltungen werden gemeinsame Teamfarben getragen. Oft wird aber noch ein Fußband als zusätzliches Unterscheidungsmerkmal angelegt. Außerhalb des Schulsports, etwa bei internationalen Wettkämpfen, tragen Ringer meist ein blaues und rotes Trikot zur Unterscheidung. Professionelle Ringer haben meist individuellere Trikots, auch mit aufgedrucktem Logo.

## Schnitte
- Der „hohe Schnitt“ bedeckt den Bauch und geht fast bis unter die Achseln. Auch Einteiler mit Ärmeln fallen unter diesen Punkt.
- Der „mittlere Schnitt“  unterscheidet sich vom hohen Schnitt durch dünnere und etwas längere Träger. Dieser Schnitt wird auch Fila-Schnitt genannt, weil dieser von der Fédération Internationale des Luttes Associées als offizielles Wettkampftrikot freigegeben ist.
- Der „niedrige Schnitt“ lässt den Ringer nicht so schnell schwitzen und wird manchmal auch unter der Wäsche getragen. Er besteht fast nur aus dem Hosenteil und langen Trägern.

## Unter dem Trikot
Weiblichen Ringern ist es verboten, einen Bügel-BH unter dem Trikot zu tragen.